# Pritchardia beccariana
Pritchardia beccariana là loài thực vật có hoa thuộc họ Arecaceae. Loài này được Rock miêu tả khoa học đầu tiên năm 1916.

## Hình ảnh

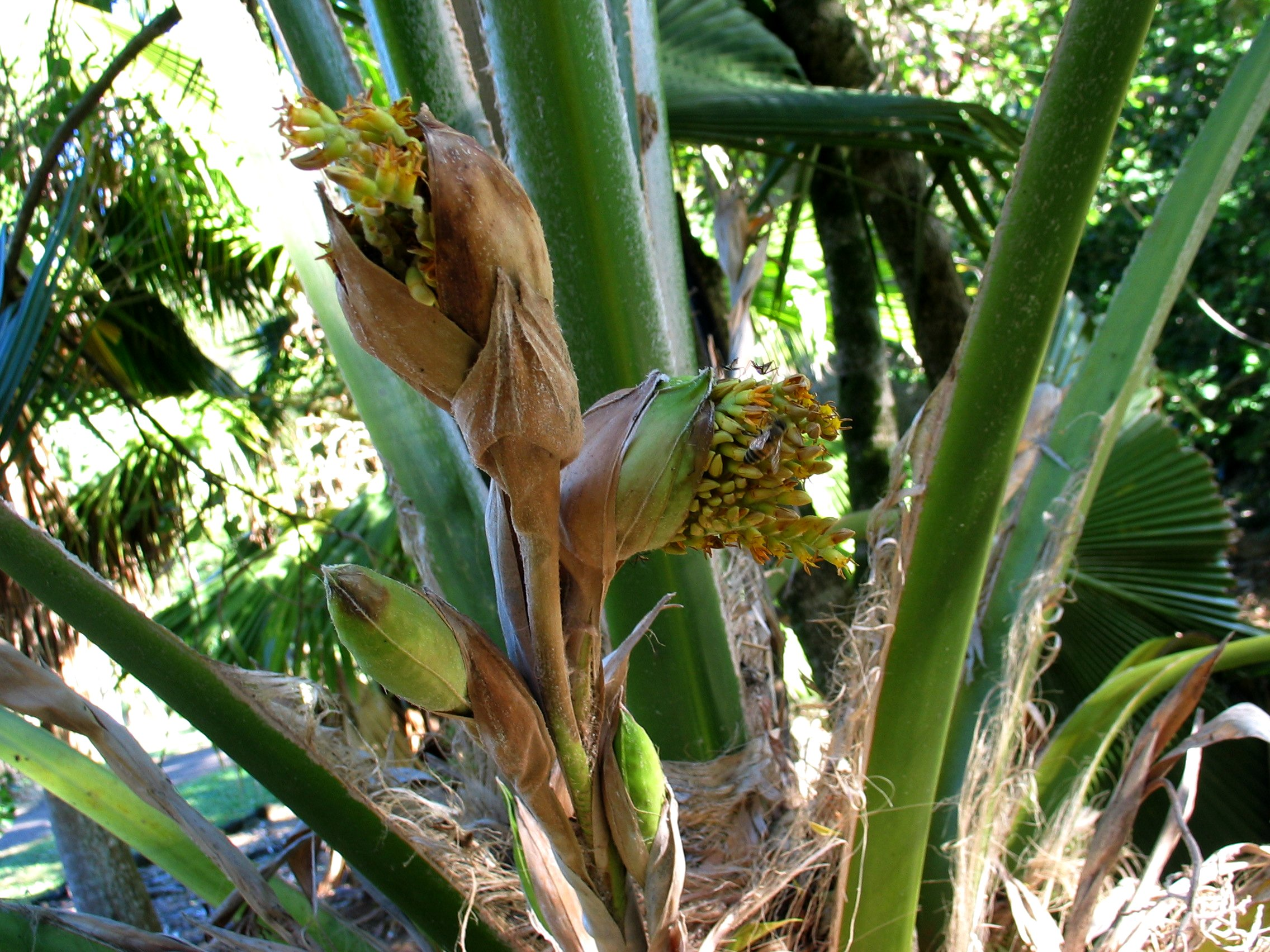
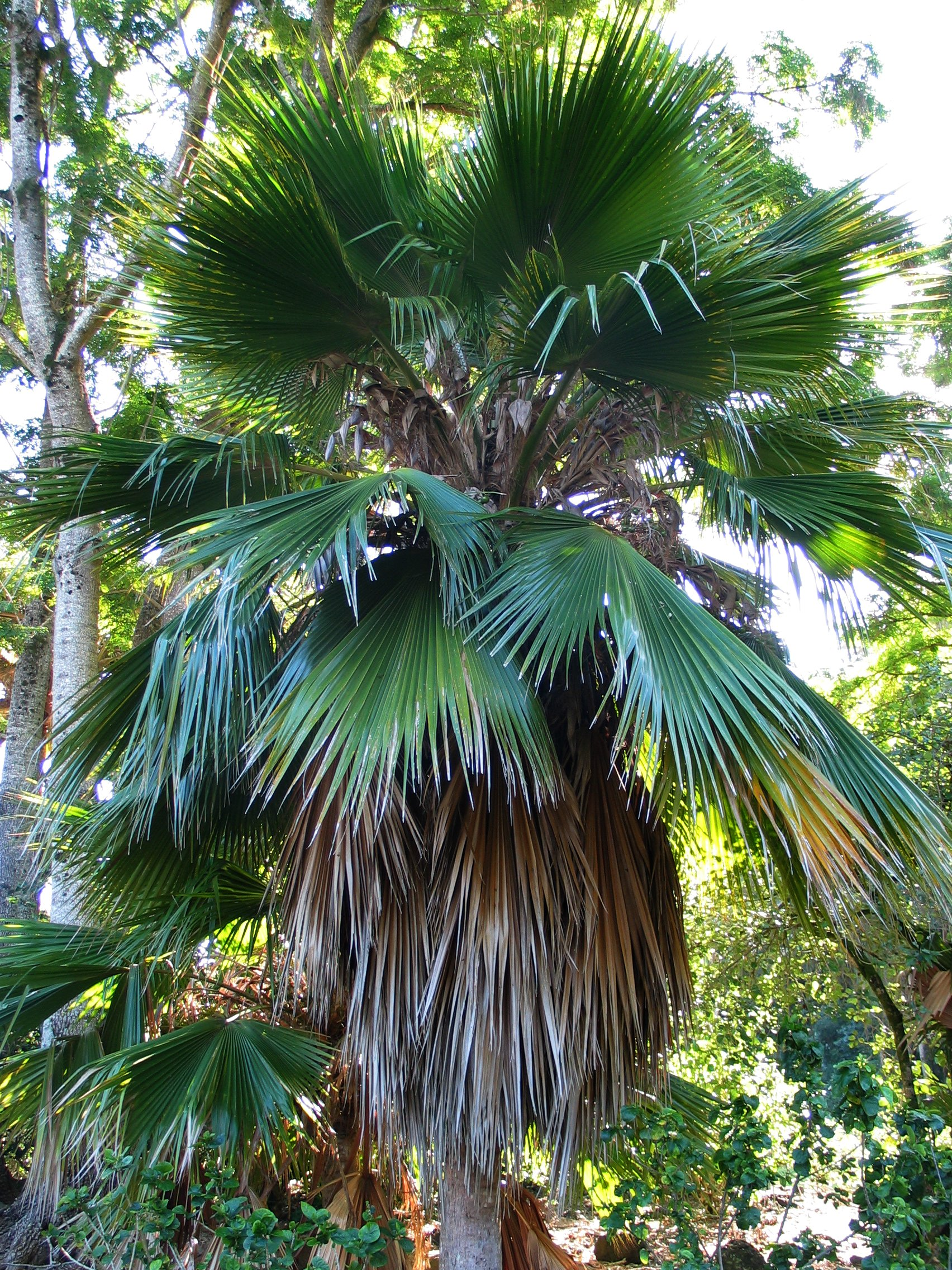
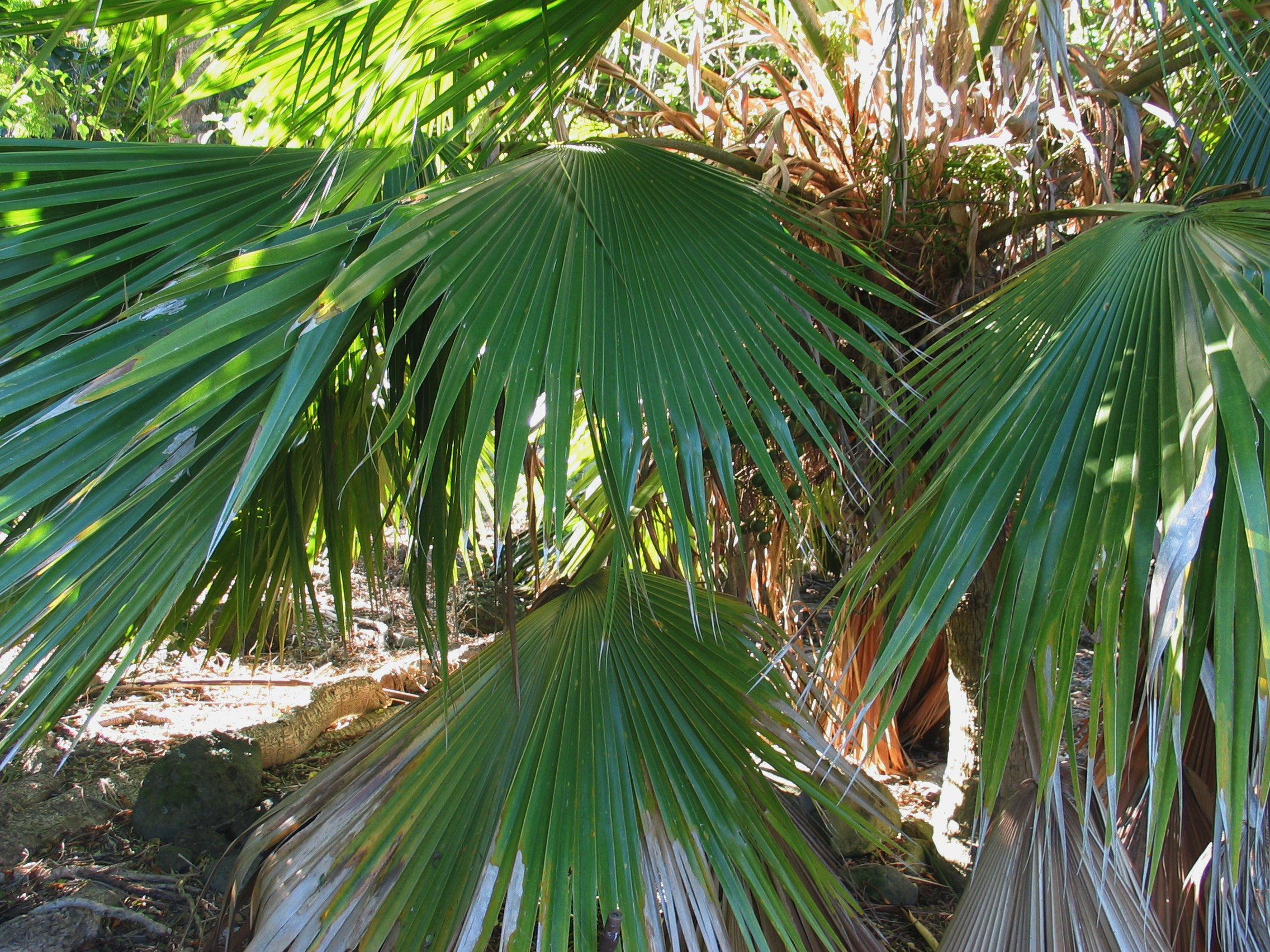